# Iwanhorod-Einsatzgruppen-Fotografie

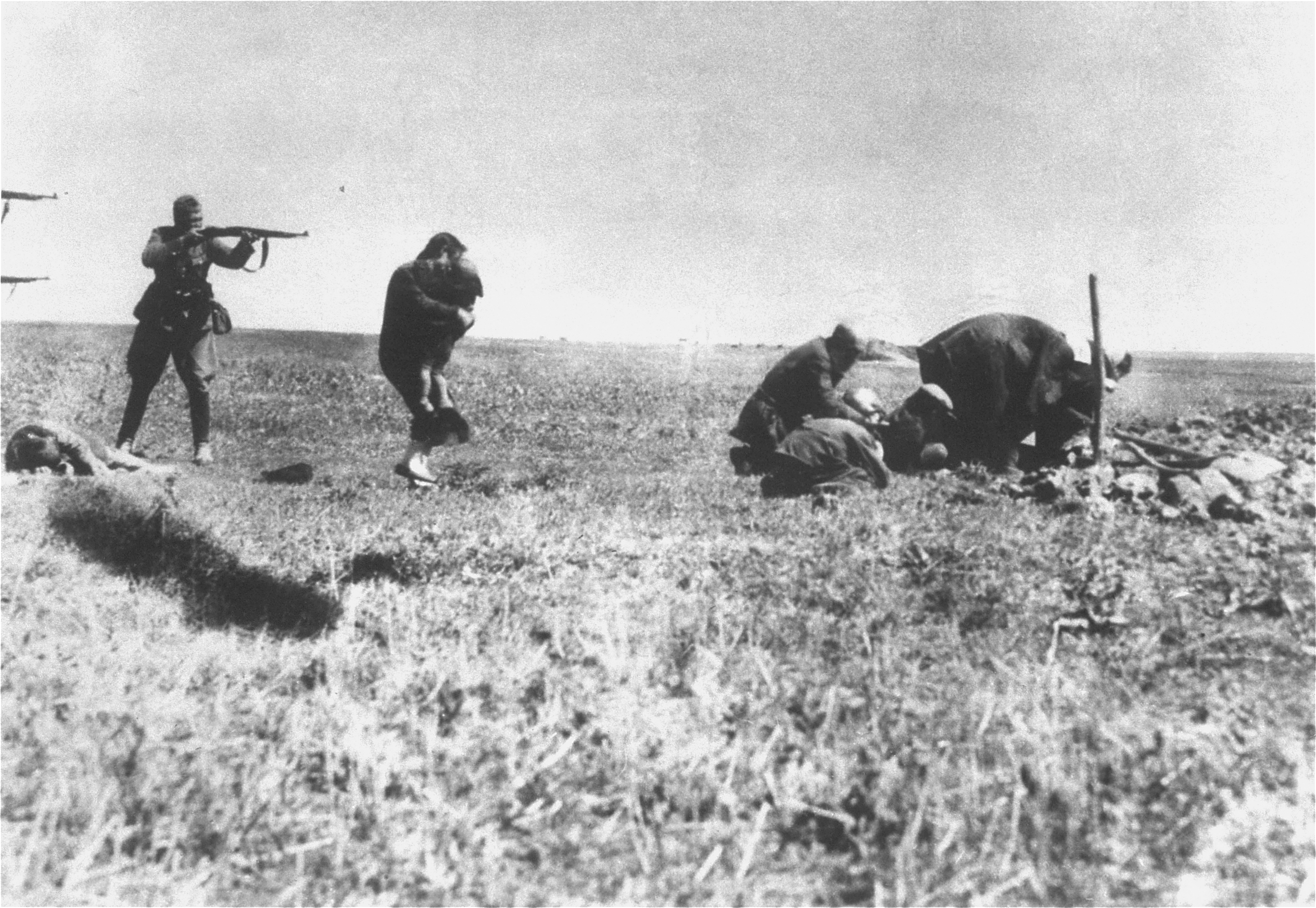
Erschießung von Juden durch Einsatzgruppen nahe Iwanhorod (Oblast Tscherkassy) in der Ukraine (vermutlich 1942).

Die Iwanhorod-Einsatzgruppen-Fotografie ist eine bekannte Darstellung des Holocaust in der Ukraine während des Zweiten Weltkriegs an der Ostfront. Das Bild, das auf das Jahr 1942 datiert ist, zeigt einen Soldaten, der sein Gewehr auf eine Frau richtet, die versucht, ein Kind mit ihrem Körper zu schützen. Es ist eine Darstellung einer der zahlreichen Völkermordaktionen gegen Juden durch die Einsatzgruppen im von Deutschland besetzten Europa. Das Bild wurde in Iwanhorod, einem Dorf in der von Deutschland besetzten Ukraine, aufgenommen und nach Nazi-Deutschland geschickt. Die polnische Widerstandsbewegung fing das Foto jedoch in Warschau ab, und der polnische Fotograf Jerzy Tomaszewski bewahrte es als Holocaust-Bildmaterial auf. In den 1960er Jahren wurde behauptet, dass das Foto eine kommunistische Fälschung sei, aber dieser Vorwurf wurde schließlich widerlegt. Seitdem wird es häufig in Büchern, Museen und Ausstellungen zum Thema Holocaust verwendet. Die britische Fotografiehistorikerin Janina Struk beschreibt es als „Symbol für die Barbarei des nationalsozialistischen Regimes und ihren industriellen Massenmord an sechs Millionen europäischen Juden“.

## Hintergrund
Während des Holocaust wurden in der Ukraine über eine Million Juden ermordet. Die meisten von ihnen wurden bei Massenerschießungen durch die Einsatzgruppen und ukrainische Kollaborateure getötet. Laut der Volkszählung des Russischen Kaiserreichs von 1897 lebten in Iwanhorod, einem Dorf im zentralen Teil der Oblast Tschernihiw, 442 Juden (bei einer Gesamtbevölkerung von 3032). Im Jahr 1942 wurden südlich der Stadt bei einer Massenerschießung durch die Einsatzgruppen eine unbekannte Anzahl von Opfern getötet. Ein Teil des Massakers ist auf diesem Foto zu sehen. Nach dem Krieg diente der Ort der Hinrichtung als Ackerland für eine Kolchose.

## Fotografie
Es sind sechs Opfer auf dem Foto zu sehen. Die Person, die zu den Füßen des deutschen Soldaten liegt, scheint eine bereits tote oder stark verwundete Frau zu sein. In der Mitte des Fotos befindet sich eine Frau, die versucht, ein Kind zu schützen. Ein Fuß ist angehoben, als ob sie fliehen wollte oder gerade angeschossen wurde. Zu ihrer Rechten stehen drei Männer. Nur ein Soldat ist vollständig auf dem Bild zu sehen, er zielt auf die Frau und das Kind. Gewehre, die von deutschen Soldaten außerhalb des Bildes gehalten werden, sind sichtbar und richten sich auf die Frau und das Kind. Die Schatten am linken Rand des Fotos deuten darauf hin, dass sich möglicherweise weitere deutsche Soldaten dort befinden. Ein Holzpflock und eine Schaufel sind auf der rechten Seite des Fotos zu erkennen, was darauf hinweist, dass die Opfer möglicherweise gezwungen wurden, ihre eigenen Gräber zu schaufeln.
Die Identität des Fotografen ist unbekannt, aber er war wahrscheinlich ein deutscher Soldat. Viele deutsche Soldaten fotografierten Gräueltaten, an denen sie beteiligt waren.

## Entdeckung und Veröffentlichung

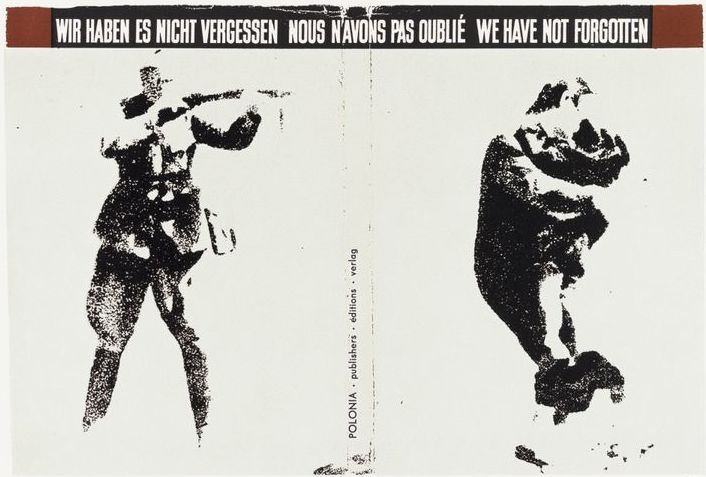
Buchumschlag 1959

Der polnische Widerstand drang in ein Postamt in Warschau ein, um sensible Korrespondenz abzufangen, die sie an die polnische Exilregierung in London schicken wollten. Polen und Juden durften keine Kameras besitzen, aber der polnische Widerstand richtete unterirdische Labors für die Entwicklung von geheimen Fotos von den Nazi-Gräueltaten ein. Ein Jugendlicher namens Jerzy Tomaszewski arbeitete mit einem unterirdischen Labor namens „Foto-Rys“ zusammen und fing ein Foto ab, auf dessen Rückseite die Worte „Ukraine 1942, Judenaktion, Iwangorod“ geschrieben waren. Er behielt das Original, das sich in seinem persönlichen Archiv befindet. Eine Kopie wurde an die Exilregierung in London geschickt.
Das Foto wurde erstmals 1959 in Polen von der Gesellschaft der Kämpfer für Freiheit und Demokratie auf dem Cover eines Buches mit dem Titel 1939–1945. We have not forgotten / Nous n’avons pas oublié / Wir haben es nicht vergessen veröffentlicht. Tomaszewski arbeitete als einer der Herausgeber mit, obwohl er wusste, dass das Buch die Fotos für kommunistische Propaganda verwendete. Er unterstützte die Veröffentlichung, weil es keine andere Möglichkeit gab, die Fotos zu drucken. Viele Veröffentlichungen schneiden das Bild auf den einen Soldaten, die Frau und das Kind zu. Die Fotografiehistorikerin Janina Struk sagt, dass das Zuschneiden des Bildes „die weniger emotionalen und verwirrenderen Teile des Bildes“ auslässt. Der Pädagoge Adam Muller stellt fest, dass die beschnittene Version zwar „die katastrophale Intensität der Mutter-Kind-Bindung“ hervorhebt, aber die Umgebung und den Kontext außer Acht lässt. Die vollständige Version zeigt, dass es sich nicht um individuelles Leiden und individuelle Brutalität handelt, sondern um eine Massenhinrichtung.
Seitdem wurde die Iwanhorod-Fotografie in vielen Büchern, Museen und Ausstellungen zum Holocaust reproduziert. In ihrem Buch Reading the Holocaust beschreibt sie Inga Clendinnen als „ikonisch in ihrer Verkörperung der deutschen Gräueltaten“. Laut Robert Fisk ist das Foto „eines der eindrucksvollsten und überzeugendsten Bilder des Nazi-Holocausts“. Struk sagte, es „ist zum Symbol für die Barbarei des nationalsozialistischen Regimes und den Mord an 6 Millionen europäischen Juden geworden“.

## Fälschungsvorwürfe
Die rechtsextreme westdeutsche Deutsche Soldaten-Zeitung druckte am 26. Januar 1962 eine Behauptung von Otto Croy, der für seine Schriften über fotografische Technik bekannt war, unter dem Titel „Achtung Fälschungen“ ab. Croy behauptete, dass das Foto von den kommunistischen Behörden in Polen gefälscht worden sei, um Deutschland fälschlicherweise Kriegsverbrechen vorzuwerfen. Er behauptete, dass das Bild keinen deutschen Soldaten zeige und dass die Waffen und Uniformen nicht echt seien. Bevor das Buch 1939–1945. We have not forgotten vom westdeutschen Verlag Kurt Desch veröffentlicht wurde, hatte der Verlag die Echtheit des Bildes überprüft, indem er an Roman Karsk, Professor für deutsche Literatur an der Universität Warschau, geschrieben hatte, der antwortete, dass es sich um eine getreue Kopie eines Bildes handele, das sich im historischen Archiv in Warschau befinde und die Massenerschießungen von 1942 zeige.

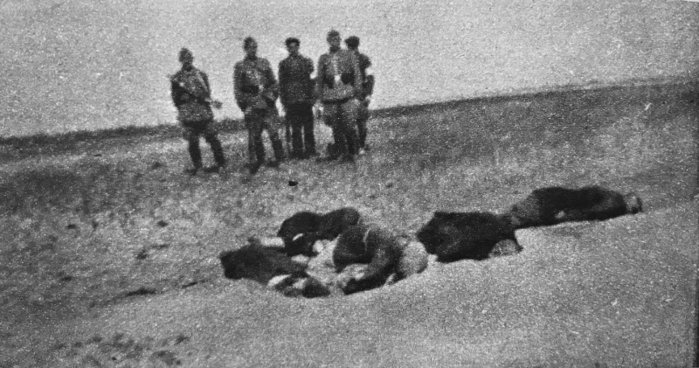
Weiteres Foto

Als Reaktion auf die Vorwürfe veröffentlichten Tomaszewski und Tadeusz Mazur (einer der Herausgeber von 1939–1945. We have not forgotten) ein weiteres Bild aus derselben Quelle in der polnischen Zeitschrift Świat am 25. Februar. Das zweite Bild zeigte fünf bewaffnete Männer, einer in Zivil und die anderen vier in Uniform, die über einem Haufen von Leichen stehen und in die Kamera schauen. Es hatte mehrere Ähnlichkeiten mit dem bekannteren Foto, aber es fehlte laut Struk der „dramatische Effekt“. Das flache, kahle Gelände war identisch, einer der Männer ähnelte einem Soldaten auf dem vorherigen Foto stark, und die Worte „Ukraine 1942“ waren auf der Rückseite des Bildes in derselben Handschrift geschrieben. In dem Artikel beschrieb Tomaszewski die DSZ als Unterstützer des Dritten Reiches und warf der Zeitung „Revisionismus“ vor.
Die Vorwürfe wurden mehr als zwei Jahre lang in der westdeutschen Presse weiterverbreitet, in dem, was Tomaszewski als „Pressekrieg“ bezeichnete. Die polnische Regierung war besorgt über einen möglichen diplomatischen Zwischenfall, falls das Bild tatsächlich eine Fälschung sein sollte, und sie schickte Beamte zu Tomaszewskis Haus, um das Bild zu inspizieren. 1965 veröffentlichte Der Spiegel einen Brief von Kurt Vieweg, einem ehemaligen Mitglied eines deutschen Polizeibataillons in Norwegen, in dem er bestätigte, dass die Waffen und Uniformen denen seiner Einheit und denen der Einsatzgruppen entsprachen.